# Gare des Essarts-le-Roi
Ne doit pas être confondue avec la gare des Essarts.
La gare des Essarts-le-Roi est une gare ferroviaire française de la ligne de Paris-Montparnasse à Brest, située sur le territoire de la commune des Essarts-le-Roi, dans le département des Yvelines, en région Île-de-France.
C'est une gare de la Société nationale des chemins de fer français (SNCF) desservie par les trains de la ligne N du Transilien (réseau Paris-Montparnasse).

## Situation ferroviaire

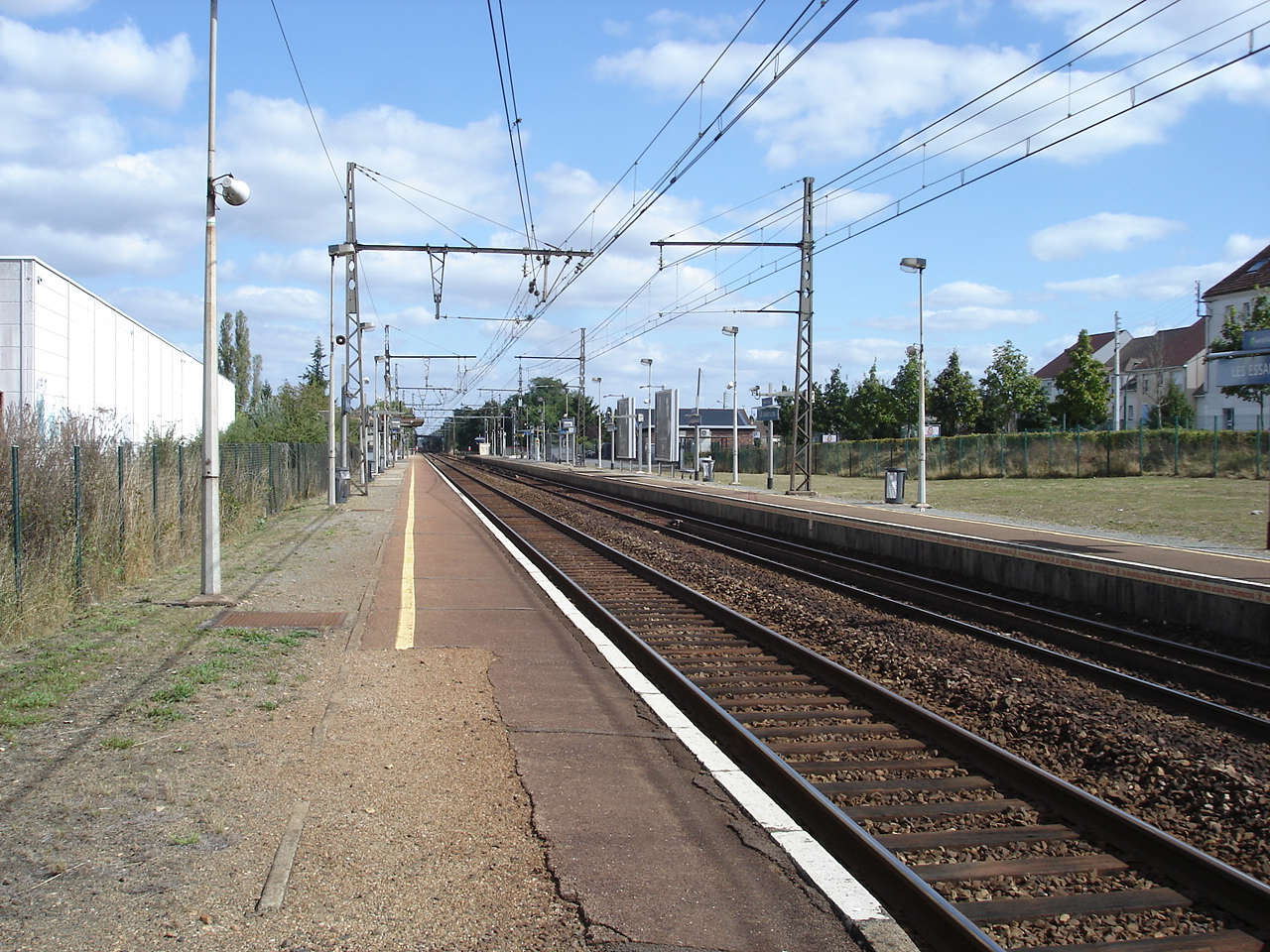
Vue générale de la gare.

Établie à 174 m d'altitude, la gare des Essarts-le-Roi est située au point kilométrique (PK) 37,679 de la ligne de Paris-Montparnasse à Brest, entre les gares de Coignières et du Perray.

## Histoire
Une première gare est mise en service avec l'ouverture du tronçon entre la gare de Versailles-Chantiers et la gare de Chartres le 12 juillet 1849. Elle se situe alors à l'Artoire, lieu-dit situé à mi-chemin entre les deux communes des Essarts-le-Roi et du Perray-en-Yvelines.
La gare de l'Artoire est déplacée au Perray, à la demande des habitants de cette commune. La gare actuelle est inaugurée en 1875. Le bâtiment voyageurs et les installations ont été renouvelés en 1981.
En 2011, 1 580 voyageurs ont pris le train dans cette gare chaque jour ouvré de la semaine.
En 2019 et durant les quatre années précédentes, la fréquentation annuelle de la gare s'élève, selon les estimations de la SNCF, aux nombres indiqués dans le tableau ci-dessous.
| Année     | 2019    | 2018    | 2017    | 2016    | 2015    |
| --------- | ------- | ------- | ------- | ------- | ------- |
| Voyageurs | 789 251 | 820 436 | 856 897 | 879 511 | 896 622 |

## Service des voyageurs

### Accueil
Gare SNCF, elle dispose d'un bâtiment voyageurs avec guichet, d'automate Transilien, du système d'information sur les circulations des trains en temps réel et de boucles magnétiques pour personnes malentendantes.
Elle est équipée de deux quais latéraux : le quai 1 dispose d'une longueur utile de 230 m pour la voie 1 et le quai 2 d'une longueur utile de 230 m pour la voie 2. Le changement de quai se fait par un passage souterrain.

### Desserte

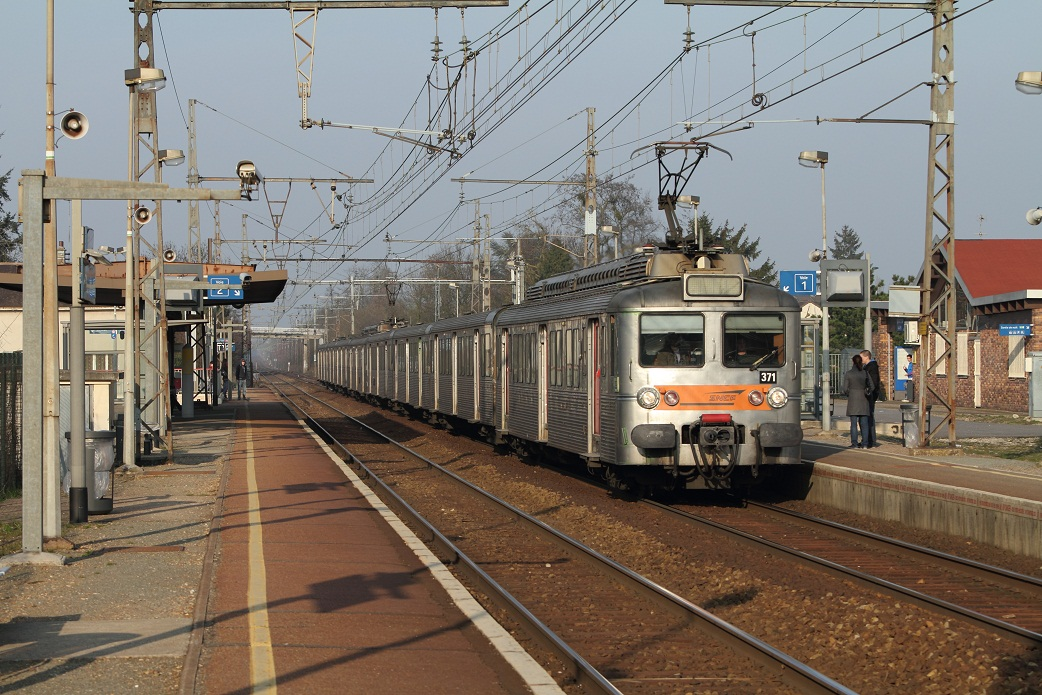
La Z 5371 assurant un train en direction de Rambouillet.

En 2012, la gare est desservie par des trains de la ligne N du Transilien (branche Paris - Rambouillet), à raison d'un train toutes les 30 minutes, sauf aux heures de pointe où la fréquence est d'un train toutes les 15 minutes.
Le temps de trajet est d'environ 10 minutes depuis Rambouillet et de 40 minutes à 55 minutes depuis Paris-Montparnasse.

### Intermodalité
La gare est desservie par les lignes 5249, 5279, 5337, 5349, 5379, et les services de transport à la demande « TàD Vallée de Chevreuse » et « TàD Rambouillet » du réseau de bus Centre et Sud Yvelines et, la nuit précédant les samedis, dimanches et jours fériés, par la ligne N162 du réseau Noctilien. Un parking pour les véhicules et les vélos y est aménagé.

## Galerie de photographies

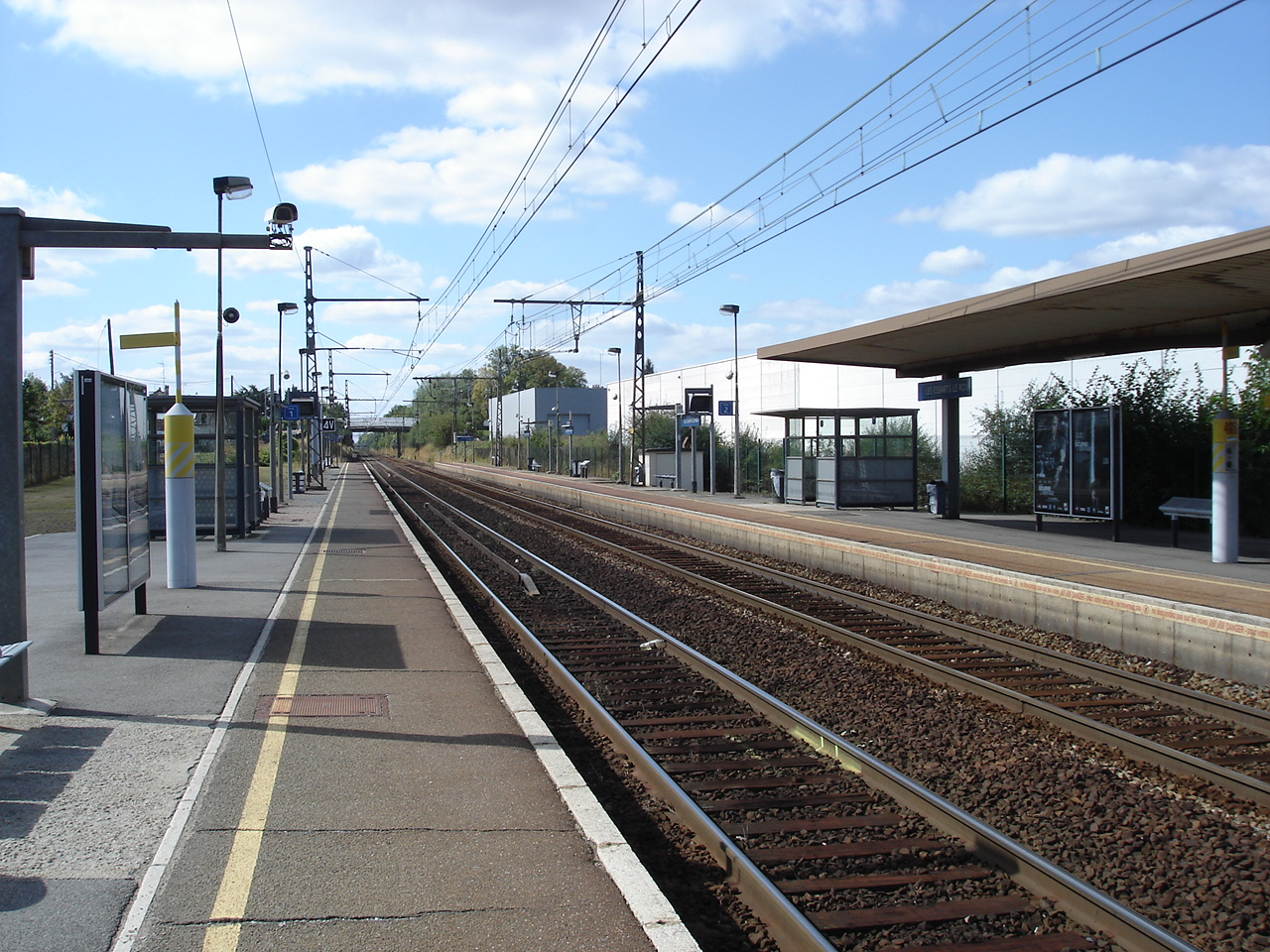
Vue vers Rambouillet.
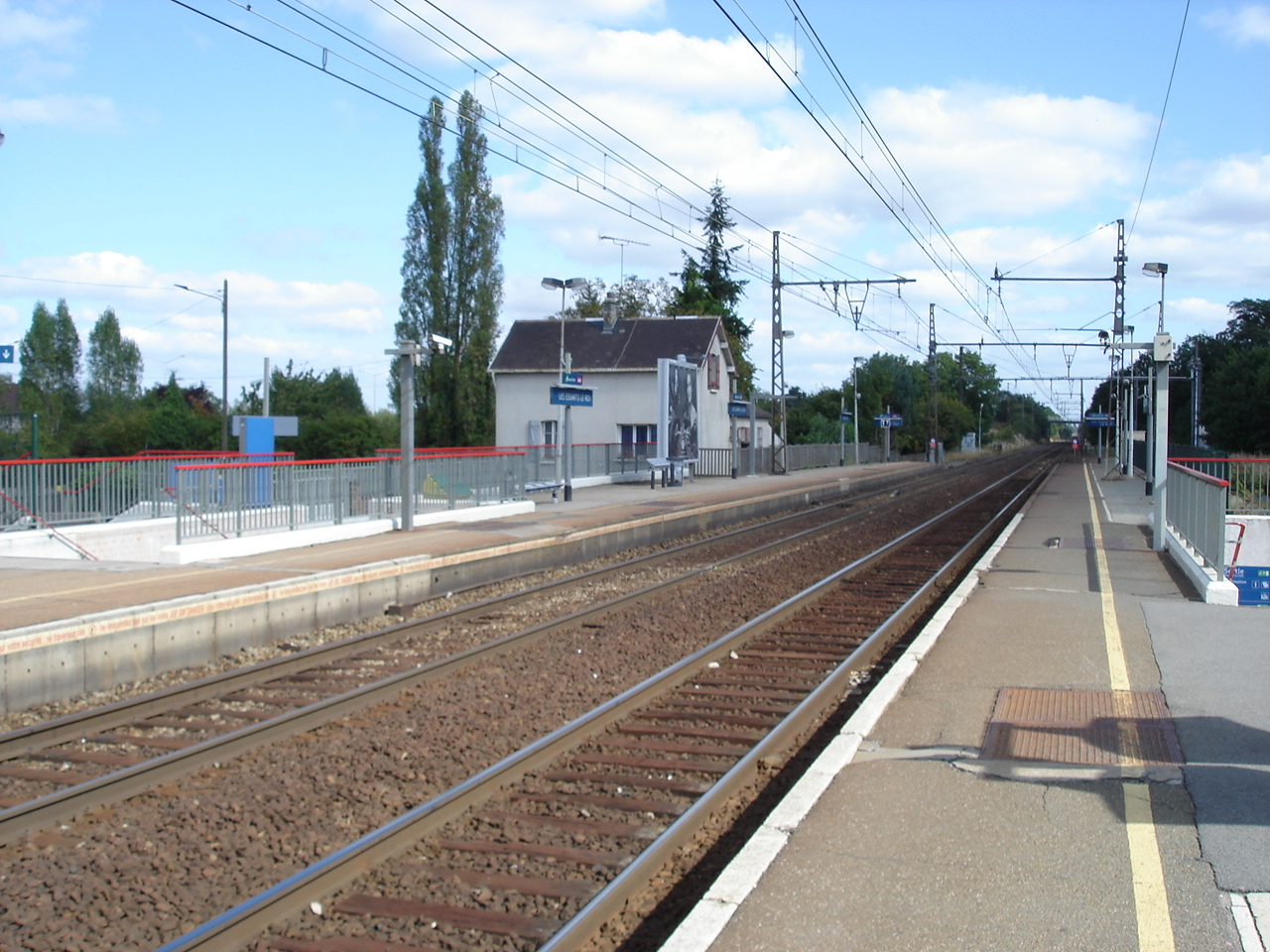
Vue vers Paris.
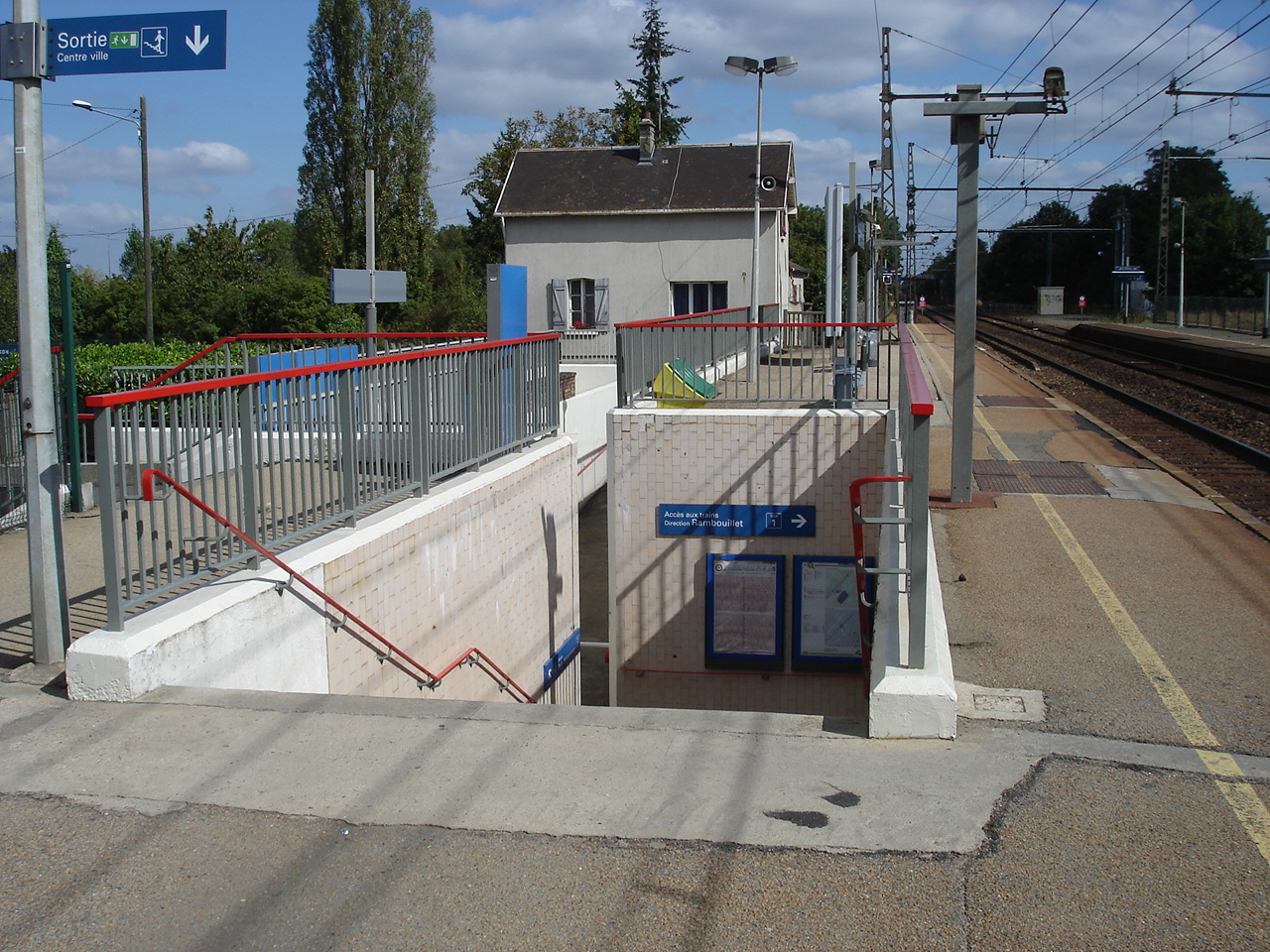
Passage souterrain.
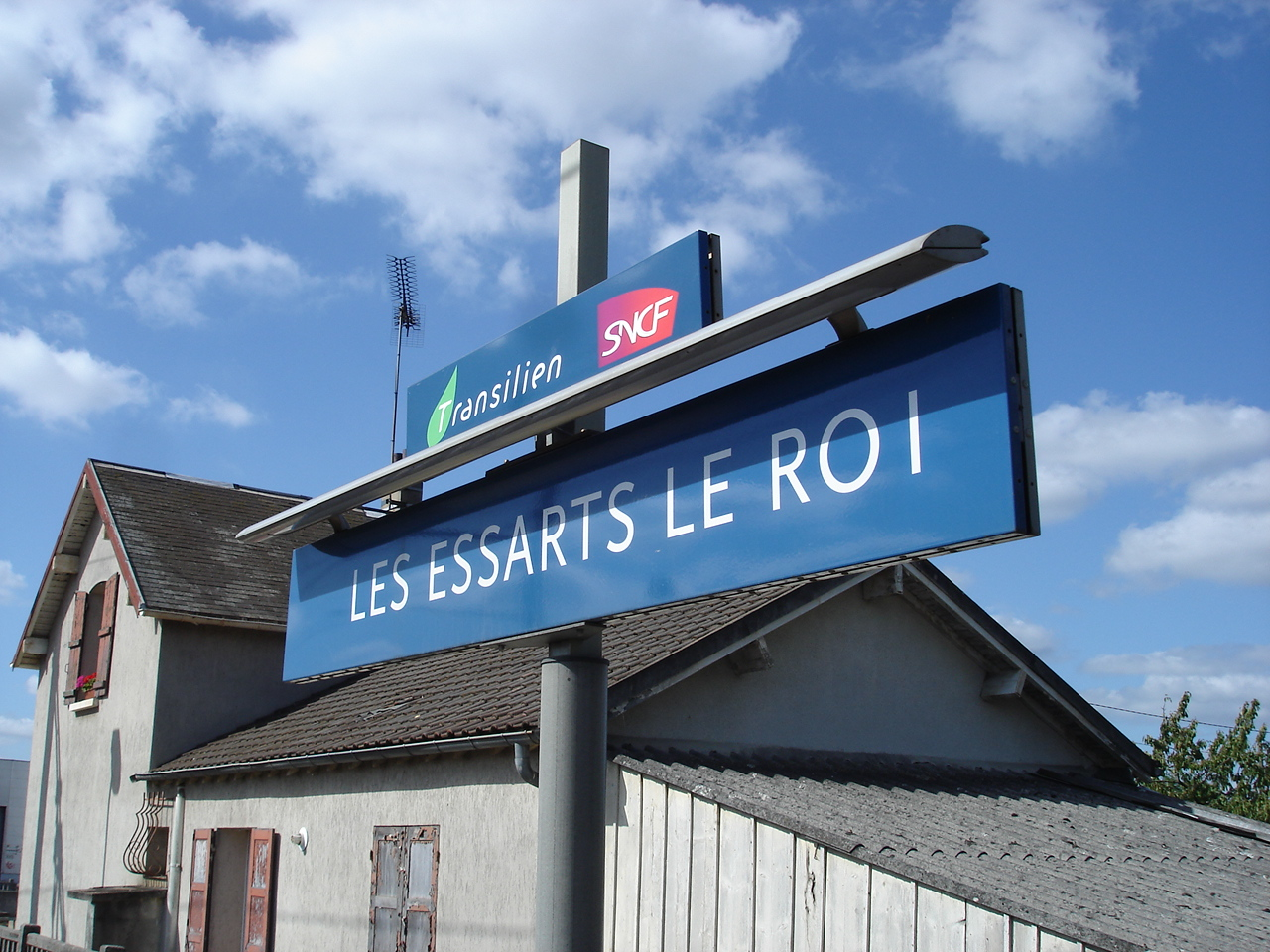
Panneau du nom de la gare.
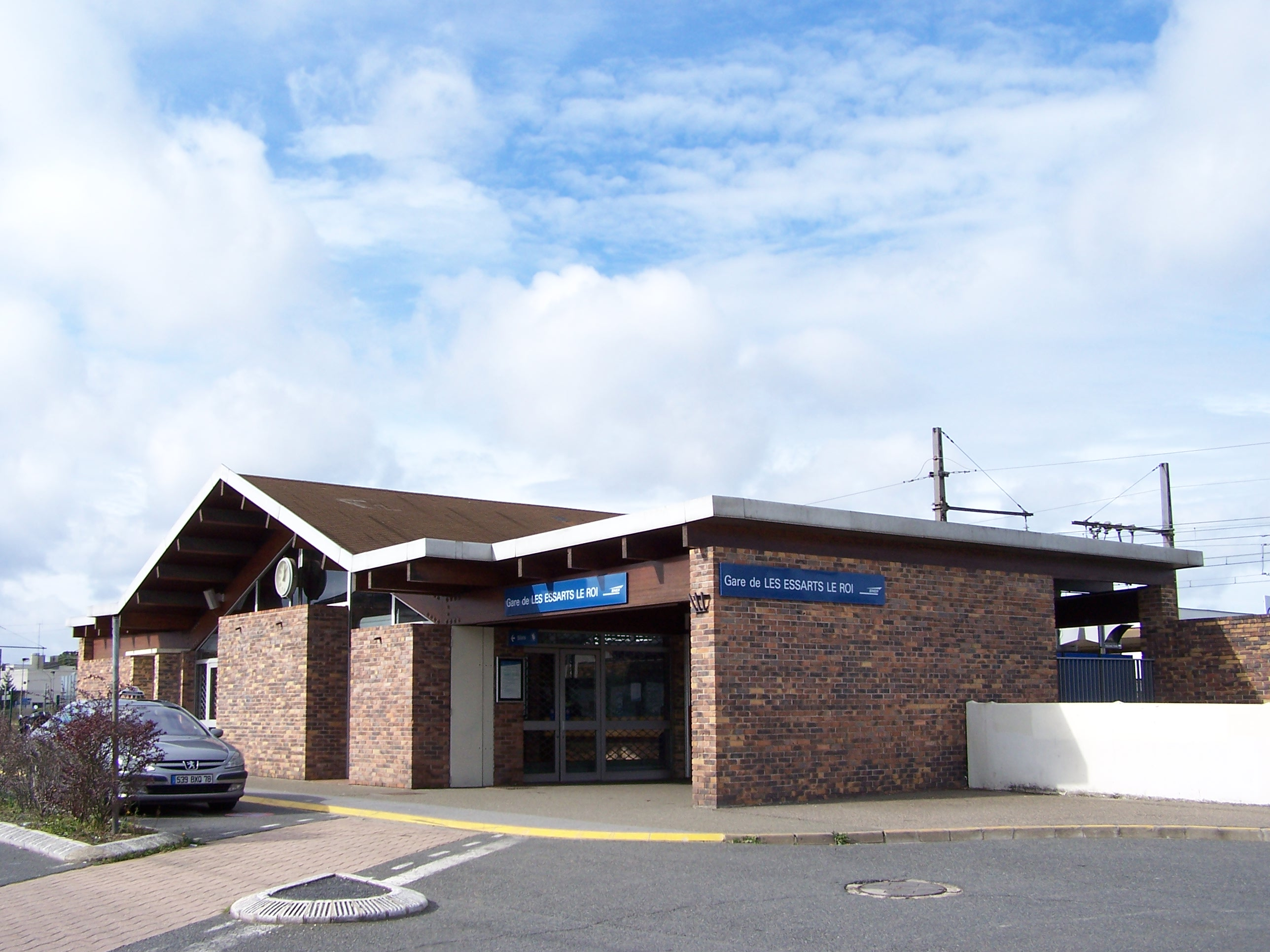
Bâtiment voyageurs, de côté.